# اخت
اخت (به هلندی: Echt) یک منطقهٔ مسکونی در هلند است که در اخت-سوسترن واقع شده‌است. اخت ۷۵٫۱۳ کیلومتر مربع مساحت و ۷٬۷۵۷ نفر جمعیت دارد.